# Jane Wenham
Jane Wenham, död 1730, åtalades för häxeri i Hertford i England 1712.
Hon åtalades för häxeri efter en rättstvist, där hon förlorade och uttalade ett hot om att uppnå rättvisa på ett annat sätt. Domstolen förhöll sig dock skeptisk till anklagelserna. När hon påstods ha flugit, uttalade domaren att det inte fanns någon lag mot att flyga. Hon dömdes till döden för häxeri, men dödsstraffet upphävdes. Det hela avslutades med att hon flyttades från sin hemtrakt för sin egen säkerhets skull. Rättsfallet tilldrog sig stor uppmärksamhet i ett England där skepticism mot häxeri just då hade börjat slå igenom, och debatterades flitigt. Hon blev länge felaktigt känd som den sista person som dömdes till döden för häxeri i England, men det var i stället Elizabeth och Mary Hicks 1716. 
Dödsstraffet för trolldom avskaffades i England 1735. 